# La Familia Twist
La Familia Twist (título original Round the Twist) es una serie australiana de televisión sobre una familia de tres niños y su padre viudo que viven en un faro los cuales se ven envueltos en muchas aventuras bizarras.
Solo cuatro series fueron hechas desde que el programa salió al aire. Las primeras dos series se basaron en las historias del autor Paul Jennings; las siguientes dos se basaron en varios autores. La primera serie se hizo en 1989. La segunda serie, con muchos personajes hechos por otros actores, fue hecha en 1992. La tercera serie volvió a cambiar los actores principales, y se hizo en 1999, finalmente la cuarta (con algunos papeles hechos por nuevos actores) se hizo en el 2000.
La canción distintiva del programa, con la letra “¿si algún día… te has sentido así?” ( “have you ever… ever felt like this?”) es interpretada por Tasmin West, quien interpretó el papel de Linda en la primera serie. Algunas líneas se tomaron de canciones populares infantiles, tales como Humpty Dumpty.
Muchas escenas de la serie se filmaron alrededor del faro de Split Point en Aireys Inlet, en Victoria, Australia.

## Elenco
La filmación del show se extendió más de una década, lo que significó muchos cambios de actores, ya que los actores se hacían demasiado mayores para su papel. Por eso ha habido tres grupos de niños (los Twist, Gribbles y Fiona) que han ido cambiando de actor.
| Personaje       | Serie 1           | Serie 2           | Serie 3           | Serie 4           |
| --------------- | ----------------- | ----------------- | ----------------- | ----------------- |
| Tony Twist      | Richard Moir      | Richard Moir      | Andrew Gilbert    | Andrew Gilbert    |
| Pete Twist      | Sam Vandenberg    | Ben Thomas        | Rian McLean       | Rian McLean       |
| Linda Twist     | Tamsin West       | Joelene Crnogorac | Ebonnie Masini    | Ebonnie Masini    |
| Bronson Twist   | Rodney McLennan   | Jeffrey Walker    | Mathew Waters     | Mathew Waters     |
| Fay James/Twist | Robyn Gibbes      | Robyn Gibbes      | Trudy Hellier     | Susanne Chapman   |
| Nell            | Bunney Brooke     | Bunney Brooke     | Marion Heathfield | Marion Heathfield |
| Harold Gribble  | Frankie J. Holden | Mark Mitchell     | Mark Mitchell     | Mark Mitchell     |
| Matron Gribble  | Judith McGrath    | Jan Friedl        | Christine Keogh   | Christine Keogh   |
| James Gribble   | Lachlan Jeffrey   | Richard E. Young  | Brook Sykes       | Brook Sykes       |
| Tiger Gleeson   | Cameron Nugent    | Nick Mitchell     | Tom Budge         | Tom Budge         |
| Fiona           | Daisy Cameron     | Zeta Briggs       | Katie Barnes      | Katie Barnes      |
| Rabbit          | Stuart Atkin      | Drew Campbell     | Samuel Marsland   | Samuel Marsland   |
| Ralph Snapper   | Esben Storm       | Esben Storm       | Esben Storm       | Ernie Gray        |

## Personajes
El programa se desarrolla alrededor de los cuatro miembros de la familia Twist:
- Tony Twist (papá) – un viudo de corazón amable, que está interesado en la maestra de Bronson.
- Pete Twist- Hermano gemelo de Linda, ocasionalmente sale con Fiona.
- Linda Twist- hermana gemela de Pete, es feminista, medioambientalista, y practica Judo.
- Bronson Twist- el hermano menor de los gemelos, obsesionado con la comida y los olores.

Otros personajes:
- Helen "Nell" Rickards -la anciana que vive en una casita de campo de al lado, cuyo hermano, Tom, había sido el antiguo farero;

- Harold Gribble - un agente inmobiliario ávido , que a menudo trata de forzar a los Twist a mudarse del faro.

- Cecilia Gribble - su esposa incondicional, es enfermera.
- James Gribble - el hijo inútil, un matón en la escuela quien a menudo es antagonista de Pete.
- "Rabbit" - uno de los amigos de James Gribble, a menudo oprimido.
- "Tiger" Gleeson - otros de los amigos de James Gribble.
- Faye James - la maestra de Bronson; siente un interés amoroso por Papá, ella vive con los Twist en su faro durante la tercera y cuarta serie.
- Ralph Snapper – maestro de Pete y Linda; él es estricto y áspero con los niños que no tolera su insolencia, pero con adultos es muy sociable
- Fiona - la amiga de Linda, y algún día la novia de Pete.

## Producción
El faro de Split Point fue usado para las escenas del exterior del faro de la familia Twist.
Las primeras dos series fueron escritas por Paul Jennings, con la edición del director Esben Store (quien interpretó a Mr Snapper en las series 1-3). Cada episodio, con la excepción del episodio final de la segunda serie Seeing the Light, se basaron en las historias de Jennings. Una película de La Familia Twist fue planeada, pero por diferencias creativas nunca se hizo. Después de la segunda serie, Jennings dejó el programa, llevándose los derechos de su historia con él. Paul Jennings hace unas breves apariciones en forma de cameos, en particular como el fantasma de Ben Byron en la primera serie.
La tercera y cuarta serie fueron escritas por diversos escritores, y no trabajaron sobre el material de Jennings. Estas dos últimas series no fueron muy aclamadas como la original y esto causó que se la cancelara. Al mismo tiempo que la tercera serie se rodaba, las historias de Jennings se adaptaron en otro programa llamado Driven Crazy que no alcanzó la popularidad de la Familia Twist, y solo se produjo una serie.
Se usaron muchas locaciones para filmar la serie. La más notable es el faro, hogar de los Twist, que se filmó en Split Point en Aireys Inlet, Victoria. La escuela y algunas escenas del pueblo se filmaron en Williamstown, Victoria, Point Lonsdale, Victoria y Queenscliff, Victoria.

## Recepción
En Reino Unido se transmitió por la BBC, en el segmento de CBBS, en 1990 y 2000, repitiéndose en 2007 en Five los domingos en la mañana. Apareció regularmente en Network 2 en Irlanda. El programa fue popular en Holanda. En Canadá ganó en el Banff Televisional Festival el premio al mejor programa infantil en 2000 y en Australia ganó el Logie Award en 2001 y 2002, en Australia el programa se transmite frecuentemente por el canal ABC3.
En Estados Unidos se transmitió por el canal Fox Kids en 1997. En América latina se transmitió por el canal Discovery Kids, hasta el cambio de formato de este último.